# Бабийчук, Александр Николаевич
Александр Николаевич Бабийчук (15 августа 1911 года, Казань, Казанская губерния, Российская империя — 6 июля 2002 года, Москва, Российская Федерация) — доктор медицинских наук, профессор, генерал-майор медицинской службы. В годы Великой Отечественной войны занимал должность флагманского врача 4-й воздушной армии, после войны возглавлял медицинскую службу ВВС. Внёс огромный вклад в развитие космической медицины, а также в практику отбора и подготовки космонавтов, о чём рассказывает в своей книге «Человек, небо, космос». Был председателем Главной медицинской комиссии первого набора в отряд космонавтов в 1960 году.

## Биография
18 июня 1931 года добровольно вступил в ряды Рабоче-крестьянской Красной армии. В 1936 году окончил 1-й Киевский медицинский институт. Прошёл курс штурманской подготовки и летал в качестве летчика-наблюдателя.

### Великая Отечественная война
Во время Великой Отечественной войны с ноября 1941 по апрель 1942 года занимал должность старшего врача авиашколы и 654-го ночного легко-бомбардировочного авиационного полка. С апреля по июль 1942 года был назначен помощником флагманского врача управления ВВС Южного фронта, с июля по сентябрь 1942 года и с января по ноябрь 1943 года был флагманским врачом воздушной армии Северо-Кавказского фронта, с сентября 1942 по январь 1943 года — Закавказского, с ноября 1943 по май 1944 года — 4-го Украинского, и до конца войны — 2-го Белорусского фронтов. Был главным врачом 4-й воздушной армии.
Он участвовал в битве за Кавказ, в освобождении Крыма и Белоруссии. Принимал активное участие в организации сводных лазаретов авиационно-технических частей для того, чтобы мобилизовать медиков, а так же обеспечить необходимой хирургической помощью авиачасти.

### Послевоенные годы
В 1948 году был назначен начальником медицинской службы Военно-воздушной инженерной академии им. Н. Е. Жуковского. В 1959 году был назначен начальником медицинской службы ВВС. 30 сентября 1959 года приказом Главнокомандующего ВВС и Начальника Главного военно-медицинского управления была создана Главная медицинская комиссия (ГМК), председателем которой он являлся. В 1960 году проходил первый набор в отряд космонавтов, среди которых был Юрий Гагарин. Основной задачей этой комиссии являлось вынесение окончательного экспертного медицинского заключения по результатам обследования кандидатов в космонавты.
Был уволен из Вооруженных Сил в 1974 году.
После увольнения с 1974 по 1990 годы работал в Государственном научно-исследовательском институте гражданской авиации, где занимал должности старшего научного сотрудника, а затем начальником отдела.
Скончался 6 июля 2002 года. Похоронен в Москве на Ваганьковском кладбище (уч. № 7).

## Воинское звание
- военный врач 2 ранга
- майор медслужбы
- подполковник медслужбы
- генерал-майор медслужбы
- подполковник медслужбы
- генерал-майор медслужбы

## Награды[1]
- Орден Ленина
- 2 Ордена Красного Знамени
- 3 Ордена Красной Звезды (17.06. 1961)
- Орден Отечественной войны I степени
- Орден Отечественной войны II степени

## Труды
- Бабийчук А. Н. Человек, небо, космос. — М.; Воениздат, 1979.
- Бабийчук А. Н. Медицинские аспекты обеспечения безопасности полетов гражданской авиации. — М.: Воздушный транспорт, 1988. — С. 10—15.
- Авиационная медицина / ред. А. Н. Бабийчук. — Москва : ДОСААФ, 1980. — 247 с.
- Бабийчук А . Н . Современная авиация и медицинское обеспечение безопасности полётов. — Военно-Медицинский журнал № 1, 1964[9]
- Бабийчук А . Н . Некоторые задачи авиационной и космической медицины на современном этапе. — Военно-Медицинский журнал № 9, 1965[9].